# Johann Hübner
Johann Hübner (Bogatynia, 17 marzo 1668 – Amburgo, 21 maggio 1731) è stato un geografo, storico e insegnante tedesco.

## Biografia
Johann Hübner frequentò la scuola di Zittau prima di studiare teologia, poesia, retorica, geografia e storia presso l'Università di Lipsia. Nel 1694 diventò rettore della ginnasio di Merseburgo.
Con il suo libro Questions and Answers to Geography pubblicato nel 1693, portò alla voglia delle scuole a insegnare geografia.
Nel 1704 scrisse la prefazione Reales Staats-, Zaitungs- und Conversations-Lexikon con Philipp Balthasar Sinold von Schütz.
Nel 1711 divenne rettore della Gelehrtenschule des Johanneums di Amburgo.
La sua Bibbia Biblische Historien (1714) fu creata per essere utilizzata nelle scuole. 
Fecero ben 270 edizioni e fu tradotto in 15 lingue europee, facendolo "la bibbia più popolare e più lunga del suo tipo".

## Opere
- Kurtze Fragen aus der alten und neuen Geographie, Leipzig 1693.
- Poetisches Handbuch. 1696, 1710, 1720, 1742.
- Kurtze Fragen aus der politischen Historie, 1697.
- Kurtze Fragen aus der Oratoria. 1702, 1709.
- Museum geographicum oder Verzeichnis der besten Landcharten so in Deutschland, Franckreich, England und Holland... 1712, 1726, 1742.
- Vorrede zum Curieusen Natur-Kunst-Gewerck- und Handlungs-Lexicon. 1712.
- Zweymal zwey und funffzig Auserlesene Biblische Historien, der Jugend zum Besten abgefasset. 1714, 1731 (1986).
- Lexicon genealogicum, Das ist: Ein Verzeichniß aller itzt lebenden Hohen Häupter in der Politischen Welt, 5.edition Hamburg 1736.
- Bibliotheca Genealogica, Das ist: Ein Verzeichniß aller Alten und Neuen Genealogischen Bücher von allen Nationen in der Welt, Brandt, Hamburg 1729.

- Curieuses und reales Natur-, Kunst-, Berg-, Gewerck- und Handlungs-Lexicon . Gleditsch, Leipzig 7th ed. 1736 Digital edition in University and State Library Düsseldorf